# Migliore squadra AIC
Il titolo di Migliore squadra AIC è stato un premio sportivo, assegnato nella serata degli Oscar del calcio AIC dall'Associazione Italiana Calciatori.
Veniva scelta una squadra che militasse nel campionato di calcio italiano di Serie A che si fosse distinta per le sue positive prestazioni sportive nella stagione calcistica precedente. Questo riconoscimento è stato assegnato in tre edizioni, 1997, 1998 e 1999, prima di essere riproposto nelle edizioni 2009 e 2010 con la denominazione di Squadra dell'anno.

## Albo d'oro

### Migliore squadra AIC
| Anno          | Piazzamento | Club     |
| ------------- | ----------- | -------- |
| 1997 Dettagli | Vincitore   | Juventus |
| 1997 Dettagli | Nomination  | Parma    |
| 1997 Dettagli | Nomination  | Udinese  |
| 1998 Dettagli | Vincitore   | Juventus |
| 1998 Dettagli | Nomination  | Inter    |
| 1998 Dettagli | Nomination  | Udinese  |
| 1999 Dettagli | Vincitore   | Lazio    |
| 1999 Dettagli | Nomination  | Milan    |
| 1999 Dettagli | Nomination  | Parma    |

### Squadra dell'anno AIC
| Anno          | Piazzamento | Club  |
| ------------- | ----------- | ----- |
| 2009 Dettagli | Vincitore   | Inter |
| 2010 Dettagli | Vincitore   | Inter |

## Vincitori
- 2 Oscar
  -  Juventus
  -  Inter

- 1 Oscar
  -  Lazio